# Laser vibronico
Il laser vibronico è un tipo di laser sintonizzabile. In questo tipo di laser le transizioni originano da transizioni vibroniche.